# Ostafrikasaurus
Ostafrikasaurus (лат.) — род динозавров-теропод, обычно рассматриваемый внутри семейства спинозаврид. Включает единственный вид — Ostafrikasaurus crassiserratus, известный по изолированным зубам из юрских отложений формации Тендагуру, юго-восточная Танзания. Согласно исследованию Smyth et. al., 2020, таксон является сомнительным (nomen dubium) по причине фрагментарности материала и отсутствия у приписанных ему остатков характерных признаков спинозаврид.

## Открытие
Голотипом Ostafrikasaurus является образец MB R 1084, представляющий собой один зуб. Первоначально был отнесён Вернером Яненшем к роду Labrosaurus в 1920 году. Все зубы, определённые Вернером Яненшем, были собраны немецкими экспедициями с 1909 по 1913 год из района вокруг холма Тендагуру в юго-восточной Танзании (в то время Германская Восточная Африка). Яненш (1925) описал в общей сложности девять зубов, которые он определил как L.? stechowi (голотип MB R 1083) и разделил их на пять типов. Позднее таксон, которому принадлежали зубы, был переименован в Ceratosaurus stechowi, так как Labrosaurus оказался младшим синонимом Allosaurus. Недавние исследования показывают, что Labrosaurus stechowi является nomen dubium и что эти зубы являются неопределёнными, возможно, представляющими различные таксоны.
Образец MB R 1084, который является единственным зубом из Upper Dinosaur Marl (Obere Dinosauriermergel) формации Тендагуру, отличается в нескольких отношениях от других зубов из Middle Dinosaur Marl (Mittlere Dinosauriermergel). Хотя Эрик Буффето в 2008 году предположил, что ещё один отдельный зуб, MB R 1091, может также представлять тот же род, что и MB R 1084, он, присваивая название Ostafrikasaurus в 2012 году, не относил его к этому роду. Отложения, в которых найден голотип, восходят к среднему и позднему титонскому ярусу поздней юры, около 148—145,5 млн лет назад.

## Описание
Ostafrikasaurus описан на основании одного крупного зуба с зазубренным краем, длиной 49 мм. Эрик Буффето (2008) предположил, что этот зуб представляет новый род спинозаврид, и отличается от других зубов, ранее упоминавшихся как L.? stechowi. Оливер Раухут (2011) перечисляет некоторые из этих различий: MB R 1084 имеет гораздо большее количество языковых бугров (до одиннадцати) и имеет три бугорка и бороздки на губной стороне. Кроме того, некоторые языковые бугры простираются почти на всю длину коронки зуба, оставляя только верхушечные 5 мм коронки гладкой, тогда как другие ограничены основной частью, будучи интеркалированными с буграми, которые простираются дальше к вершине зуба. Размер Ostafrikasaurus составлял от 8 до 10 метров в длину при массе в 2 тонны.